# North Boat Harbour-Wild Bight
North Boat Harbour-Wild Bight is een designated place (DPL) in de Canadese provincie Newfoundland en Labrador. De censusdivisie bevindt zich aan de noordelijke kaap van het eiland Newfoundland.

## Geografie
North Boat Harbour-Wild Bight bestaat uit uit North Boat Harbour en Wild Bight, twee gehuchten in het uiterste noorden van het Great Northern Peninsula van Newfoundland. Ook de vuurtoren met woning bij Cape Norman maakt deel uit van de DPL, waardoor North Boat Harbour-Wild Bight de meest noordelijke censusdivisie van het eiland is.

## Demografie
De DPL werd voor het eerst gebruikt bij de volkstelling van 2006. North Boat Harbour-Wild Bight heeft, net als de meeste afgelegen gebieden van Newfoundland, te maken met een proces van ontvolking door vergrijzing en emigratie. Tussen 2006 en 2021 daalde de bevolkingsomvang van 82 naar 20. Dat komt neer op een daling van 62 inwoners (-75,6%) in vijftien jaar tijd.
| Jaar | Aantal inwoners | Verschil |
| ---- | --------------- | -------- |
| 2006 | 82              | –        |
| 2011 | 55              | -32,9%   |
| 2016 | 46              | -16,4%   |
| 2021 | 20              | -56,5%   |